# Cité de l'espace
Cité de l'espace središte je znanstvene kulture orijentirane prema svemiru i osvajanju svemira, posvećeno jednako astronomiji kao i astronautici. Smješten u Toulouseu, Cité de l'espace otvoren je u lipnju 1997. 
Cité de l'espace' posjetiteljima omogućuje otkrivanje cjelovite replike rakete Ariane 5 (visoke 53 metra), svemirske letjelice Soyuz i satelita za promatranje zemlje ERS. Također možete posjetiti inženjerski model svemirske stanice Mir sa svom opremom. Opremljen je i promatračkom kupolom La Coupole de l'Astronome.
Gotovo 5 milijuna posjetitelja posjetilo ga je u 20 godina postojanja.

## Vanjske poveznice
- Službene stranice muzeja